# Lijst van nummer 1-hits in de 3FM Mega Top 30 in 2020
Dit is de lijst van nummer 1-hits in de 3FM Mega Top 30 in 2020.
| Datum        | Artiest                   | Titel               |
| ------------ | ------------------------- | ------------------- |
| 4 januari    | Billie Eilish             | Everything I Wanted |
| 11 januari   | Billie Eilish             | Everything I Wanted |
| 18 januari   | The Weeknd                | Blinding Lights     |
| 25 januari   | The Weeknd                | Blinding Lights     |
| 1 februari   | The Weeknd                | Blinding Lights     |
| 8 februari   | The Weeknd                | Blinding Lights     |
| 15 februari  | The Weeknd                | Blinding Lights     |
| 22 februari  | The Weeknd                | Blinding Lights     |
| 29 februari  | The Weeknd                | Blinding Lights     |
| 7 maart      | Chef'Special              | Trouble             |
| 14 maart     | King Princess             | Ohio                |
| 21 maart     | The Weeknd                | Blinding Lights     |
| 28 maart     | Dua Lipa                  | Physical            |
| 4 april      | Dua Lipa                  | Physical            |
| 11 april     | Benee, Gus Dapperton      | Supalonely          |
| 18 april     | Benee, Gus Dapperton      | Supalonely          |
| 25 april     | Disclosure                | Tondo               |
| 2 mei        | Disclosure                | Tondo               |
| 9 mei        | Benee, Gus Dapperton      | Supalonely          |
| 16 mei       | DI-RECT                   | Soldier on          |
| 23 mei       | DI-RECT                   | Soldier on          |
| 30 mei       | DI-RECT                   | Soldier on          |
| 6 juni       | Harry Styles              | Watermelon Sugar    |
| 13 juni      | Harry Styles              | Watermelon Sugar    |
| 20 juni      | Dua Lipa                  | Break my Heart      |
| 27 juni      | Dua Lipa                  | Break my Heart      |
| 4 juli       | Sofie Tukker, Gorgon City | House Arrest        |
| 11 juli      | Harry Styles              | Watermelon Sugar    |
| 18 juli      | Harry Styles              | Watermelon Sugar    |
| 25 juli      | Harry Styles              | Watermelon Sugar    |
| 1 augustus   | Harry Styles              | Watermelon Sugar    |
| 8 augustus   | Harry Styles              | Watermelon Sugar    |
| 15 augustus  | Joel Corry, MNEK          | Head & Heart        |
| 22 augustus  | Joel Corry, MNEK          | Head & Heart        |
| 29 augustus  | Joel Corry, MNEK          | Head & Heart        |
| 5 september  | Joel Corry, MNEK          | Head & Heart        |
| 12 september | Miley Cyrus               | Midnight Sky        |
| 19 september | Miley Cyrus               | Midnight Sky        |
| 26 september | Miley Cyrus               | Midnight Sky        |
| 3 oktober    | Miley Cyrus               | Midnight Sky        |
| 10 oktober   | Miley Cyrus               | Midnight Sky        |
| 17 oktober   | Banners                   | Someone to You      |
| 24 oktober   | Banners                   | Someone to You      |
| 31 oktober   | Tate McRae                | You Broke me First  |
| 7 november   | Banners                   | Someone to You      |
| 14 november  | Tiësto                    | The Business        |
| 21 november  | Harry Styles              | Golden              |
| 28 november  | Billie Eilish             | Therefore I am      |
| 5 december   | Billie Eilish             | Therefore I am      |
| 12 december  | Billie Eilish             | Therefore I am      |
| 19 december  | Tiësto                    | The Business        |
| 26 december  | Tiësto                    | The Business        |

- Nederland (Top 40)
- Nederland (Single Top 100)
- Nederland (538 Top 50)
- Nederland (3FM Mega Top 50)
- Nederland (3FM Mega Top 30)
- Nederland (Outlaw 41)
- Nederland (Verrukkelijke 15)
- Nederland (Graadmeter)
- Vlaanderen (Radio 2 Top 30)
- Vlaanderen (Ultratop 50)
- Vlaanderen (Top 30 van Ultratop)
- Wallonië
- Australië
- Canada
- Denemarken
- Duitsland
- Frankrijk
- Ierland
- Nieuw-Zeeland
- Noorwegen
- Oostenrijk
- Polen
- Verenigd Koninkrijk
- Verenigde Staten (Hot 100)
- Zweden
- Zwitserland